# Приезжев, Николай Семёнович
Никола́й Семёнович Прие́зжев (19 мая 1919, Темников, Тамбовская губерния — 15 декабря 1989, Москва) — советский партийный деятель, первый секретарь Рязанского обкома КПСС (1967—85).

## Биография
Родился 19 мая 1919 в Темникове (ныне — в Республике Мордовия).
Окончив школу, он поступил в Саратовский институт механизации сельского хозяйства имени М. И. Калинина.
В течение трёх лет возглавлял комсомольскую организацию вуза, был председателем профсоюзного комитета.
После успешного окончания учебы в 1944 году работал инженером, затем заместителем директора Саратовской областной конторы «Глававтотракторосбыт», где в 1946 году вступил в члены в ВКП(б). В 1949 году Николая Семёновича перевели на партийную работу: работал инструктором, заместителем заведующего сельскохозяйственным отделом Саратовского обкома КПСС.
С целью укрепления низовых кадров обком направляет Н. С. Приезжева в сельский район, и в течение четырёх лет он избирался первым секретарём Базарно-Карабулакского райкома партии (Саратовская область).
В 1959 году Н. С. Приезжева выдвигают в аппарат ЦК КПСС — сначала инструктором, затем инспектором отдела партийных органов ЦК.
После самоубийства Алексея Николаевича Ларионова первым и вторым секретарями Рязанского обкома КПСС стали в 1960 году рекомендованные ЦК Константин Николаевич Гришин, ранее работавший первым секретарём Владимирского обкома, и Николай Семёнович Приезжев.
В декабре 1962 года Приезжев был назначен председателем Исполкома Рязанского сельского областного Совета.
В январе 1967 года К. Н. Гришин был переведён на работу в Москву, и первым секретарём Рязанского обкома КПСС был избран Николай Семёнович Приезжев.
С декабря 1985 года — персональный пенсионер союзного значения, г. Москва.
Член ЦК КПСС (1971—86). Делегат XXII, XXIII, XXIV, XXV и XXVI съездов КПСС. Депутат Совета Союза Верховного Совета СССР 8-11 созывов (1970—1989) от Рязанской области.
Похоронен на Троекуровском кладбище.

## Награды
- 3 ордена Ленина
- орден Октябрьской Революции
- 2 ордена Трудового Красного Знамени
- медаль «За трудовую доблесть»
- медаль «За доблестный труд в ознаменование 100-летия со дня рождения В. И. Ленина»
- медаль «За освоение целинных земель»
- медаль «За отвагу на пожаре»